# X60
X60 är en variant av motorvagnståget Alstom Coradia Nordic tillverkat av Alstom som används i Stockholms pendeltågstrafik sedan 2005.

## Bakgrund
I slutet av 1990-talet började trafikhuvudmannen Storstockholms Lokaltrafik (SL) planera för en ersättare av de äldsta pendeltågsfordonen X1, som levererades 1967–1975. Valet föll på den då nya, svenskutvecklade tågtypen Regina, som utvecklats för regionaltågstrafik. En beställning genomfördes, men så småningom visade det sig att dessa tåg inte skulle passa i pendeltågstrafiken på grund av för dålig acceleration och för få entrédörrar. De redan levererade vagnarna hyrdes ut till operatören SJ och man beslutade sig för att upphandla en helt ny fordonstyp. 
Kraven på de nya fordonen var bland annat att de skulle tåla strängt vinterklimat och vara av så kallad låggolvstyp, med plant insteg från plattformen för ökad tillgänglighet.
Trafik med X60 påbörjades den 13 augusti 2005. För närvarande förfogar Storstockholms Lokaltrafik över 129 enheter, vilka används i Stockholmsregionens pendeltågstrafik. I juni 2012 beställdes ytterligare 46 enheter.
År 2016 började en ny modell, X60B, att serietillverkas. 46 vagnar beställdes för leverans 2016–2017. Dessa ersatte X10-tågen från 1980-talet som tidigare rullade i pendeltågstrafiken. En anledning till detta var att X10-tågen inte kunde trafikera den nya Citybanan på grund av att plattformsdörrarna på de nya stationerna inte var anpassade för X10. Skillnader mot tidigare versioner av X60 är främst teknisk utrustning.
2022 började installation av kameror på tågen efter beslut 2021 att tågvärdarna ska tas bort från tågen. Kamerorna visade sig inte sitta fast ordentligt och installationen fick avbrytas. Kameror är installerat och tågvakterna är borta sedan  2023.

## Teknisk fakta

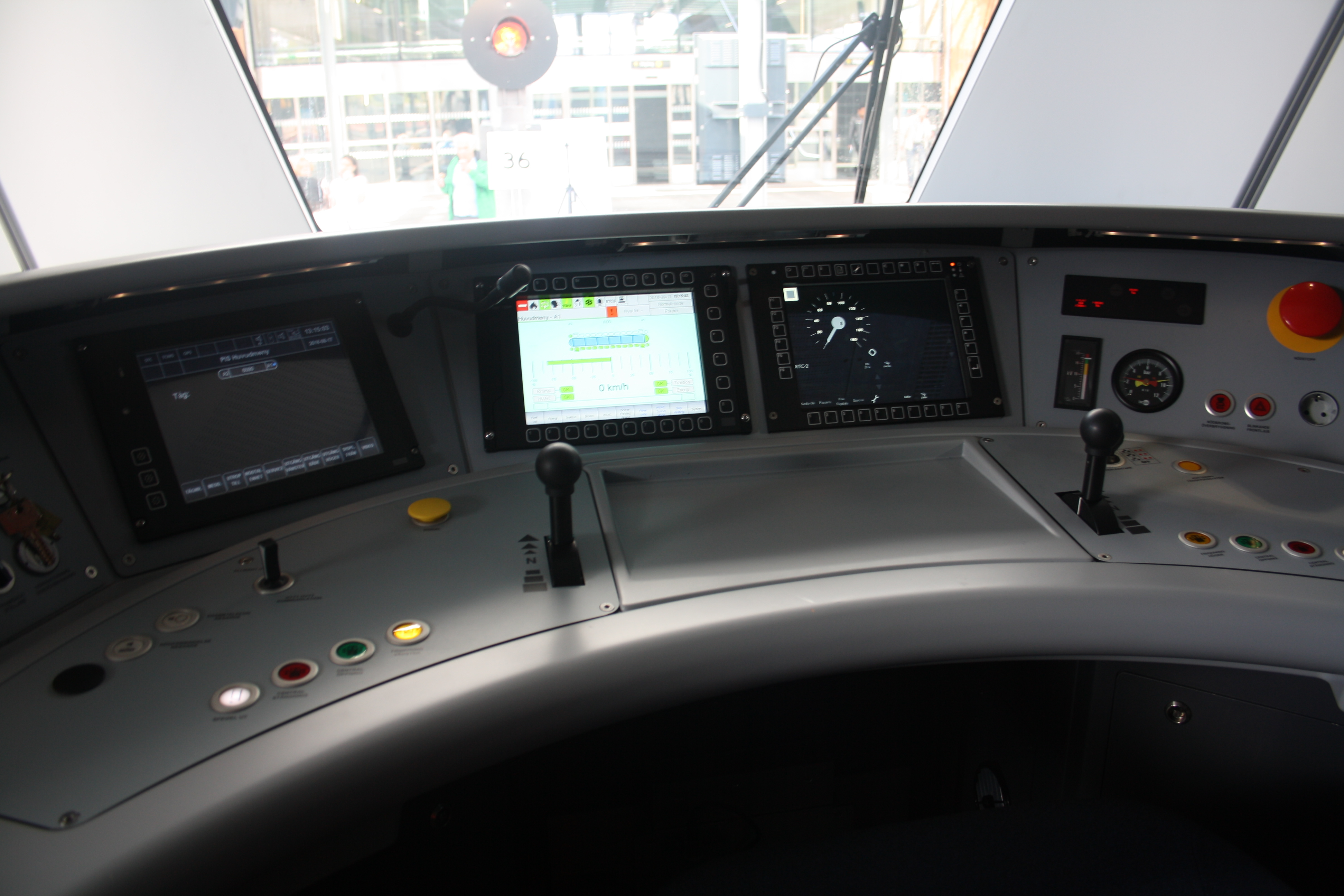
Förarhytten i X60B

En X60-enhet består av sex fast sammansatta delar och är 107 meter lång, vilket motsvarar drygt två enheter på fyra vagnar vardera av de äldre pendeltågen littera X1 och X10. Hela tåget har låggolv i nivå med plattformen.
En enhet kan ta cirka 900 resenärer, varav 374 sittande. Två enheter kan kopplas ihop för ökad kapacitet. Ett fullängdståg är således 214 (107 + 107 m) meter långt och kan ta upp till 1750 resenärer. X60 har kraftigare acceleration än de äldre tågen och har även högre topphastighet. Största tillåtna hastighet är 160 kilometer per timme.
Tåget har så kallade jakobsboggier som delar lasten mellan två vagnkorgar. Alla aggregat, som transformatorer, växelriktare och luftkonditioneringar,är placerade på taket, vilket minskar problemen med yrsnö och möjliggör det låga golvet. Var och en av de sex vagnarna har en boggi med två drivaxlar med var sin motor på 250 kW. Sammanlagt finns således tolv motorer, vilka har en sammanlagd effekt på 3.000 kW. Jakobsboggin mellan den andra och den tredje vagnen är dock inte drivande.

## Jämförelse X10 och X60
| Beteckning | Antal säten [pl] | Korgbredd [cm] | Konfig säten | Sätesavstånd [cm] | Klimatanläggning | Sth [km/h] | Lös [mm] | Tomvikt [t] | Max kont effekt [kW] | Antal korgar [st] | Antal drivmotorer [st] | Motortyp | Lutn. bar korg | Korgmtrl | Införd    | Antal enheter- flotta [st] |
| ---------- | ---------------- | -------------- | ------------ | ----------------- | ---------------- | ---------- | -------- | ----------- | -------------------- | ----------------- | ---------------------- | -------- | -------------- | -------- | --------- | -------------------------- |
| X60/X60B   | 374              | 326            | 2 + 3        | 80                | ja               | 160        | 107 100  | 206         | 3 000                | 6                 | 12                     | AC       | nej            | stålplåt | 2005/2016 | 129                        |
| X10 (2 st) | 368              | 308            | 2 + 3        | 80                | nej              | 140        | 99 100   | 200         | 2 560                | 4                 | 8                      | DC       | nej            | stålplåt | 1983      | 0 (Ur trafik sedan 2017)   |

Ett fyrvagnars X10-tåg kostade under början av 1990-talet cirka 70 mkr (prisnivå 2006) och ett X60-tågsätt ungefär lika mycket (71 mkr).  X60, som är tillverkat i Tyskland, har såväl luftkonditionering som vagnsgolv och plattform i ungefär samma nivå, medan X10 inte har luftkonditionering och har ett trappsteg innanför dörren. Stolplaceringen är ungefär densamma i X60 som X10; 2+3 stolar i bredd och 80 cm stolavstånd i bägge tågen.

## Andra varianter av Alstom Coradia Nordic

### X61
En variant av X60 har utvecklats, och har fått beteckningen X61. Den har fyra vagndelar istället för sex och har mer påkostad inredning än X60, bland annat bredare säten och toalett. De första tågen levererades i slutet av 2009. De används främst av Skånetrafiken för Pågatåg och Västtrafik för pendeltåg samt Östgötatrafiken.

### X62
En något avvikande variant kallas X62, och är inredd för längre sträckor, innehar bistroavdelning och bekvämare säten. Tågtypen har levererats till Norrtåg för länstrafik på norrländska banor, till exempel Botniabanan. X62 har, till skillnad mot X60 och X61, en största tillåtna hastighet på 180 km/h istället för 160 km/h.

## Bildgalleri

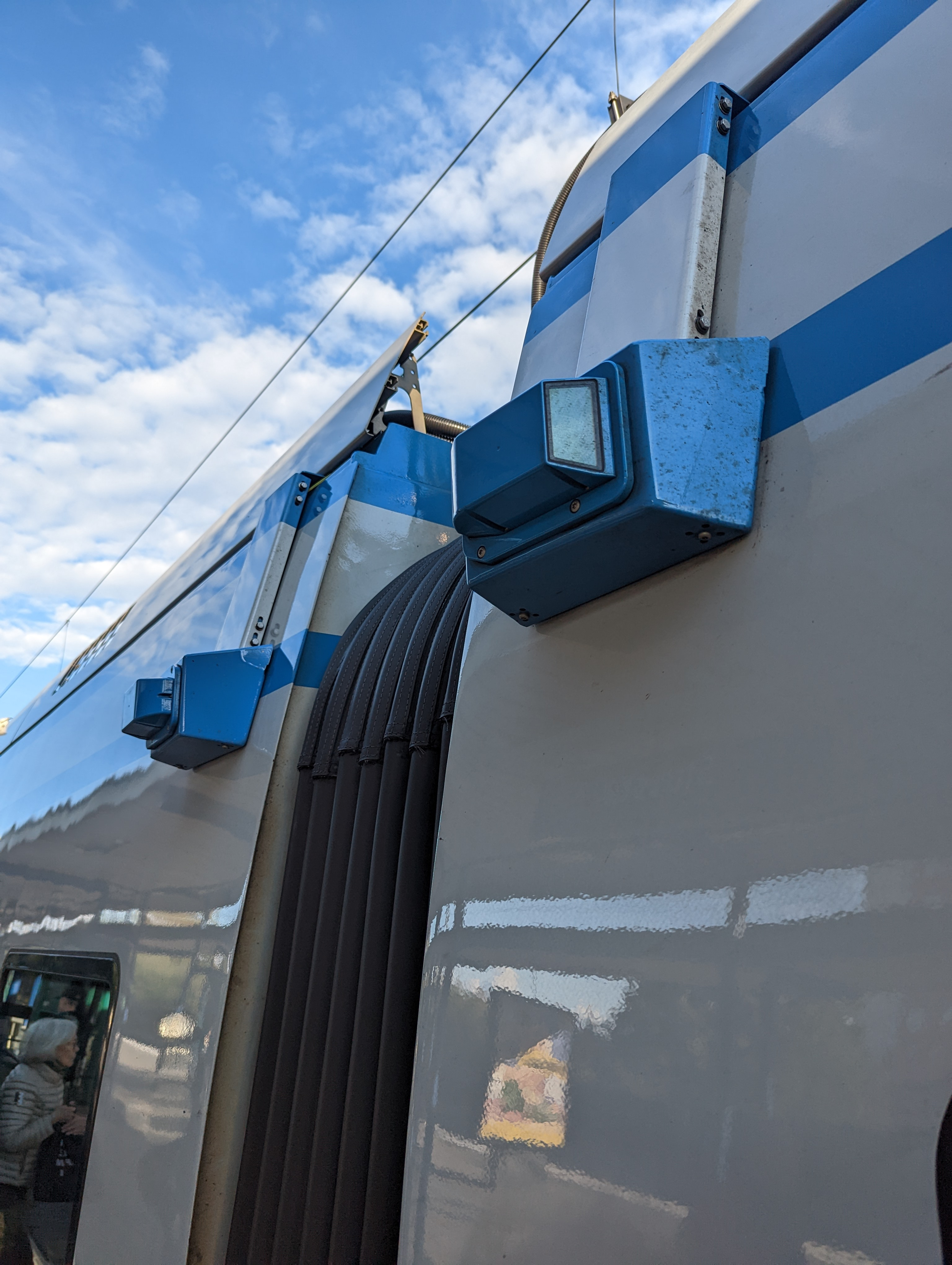
X60 med övervakningskamera
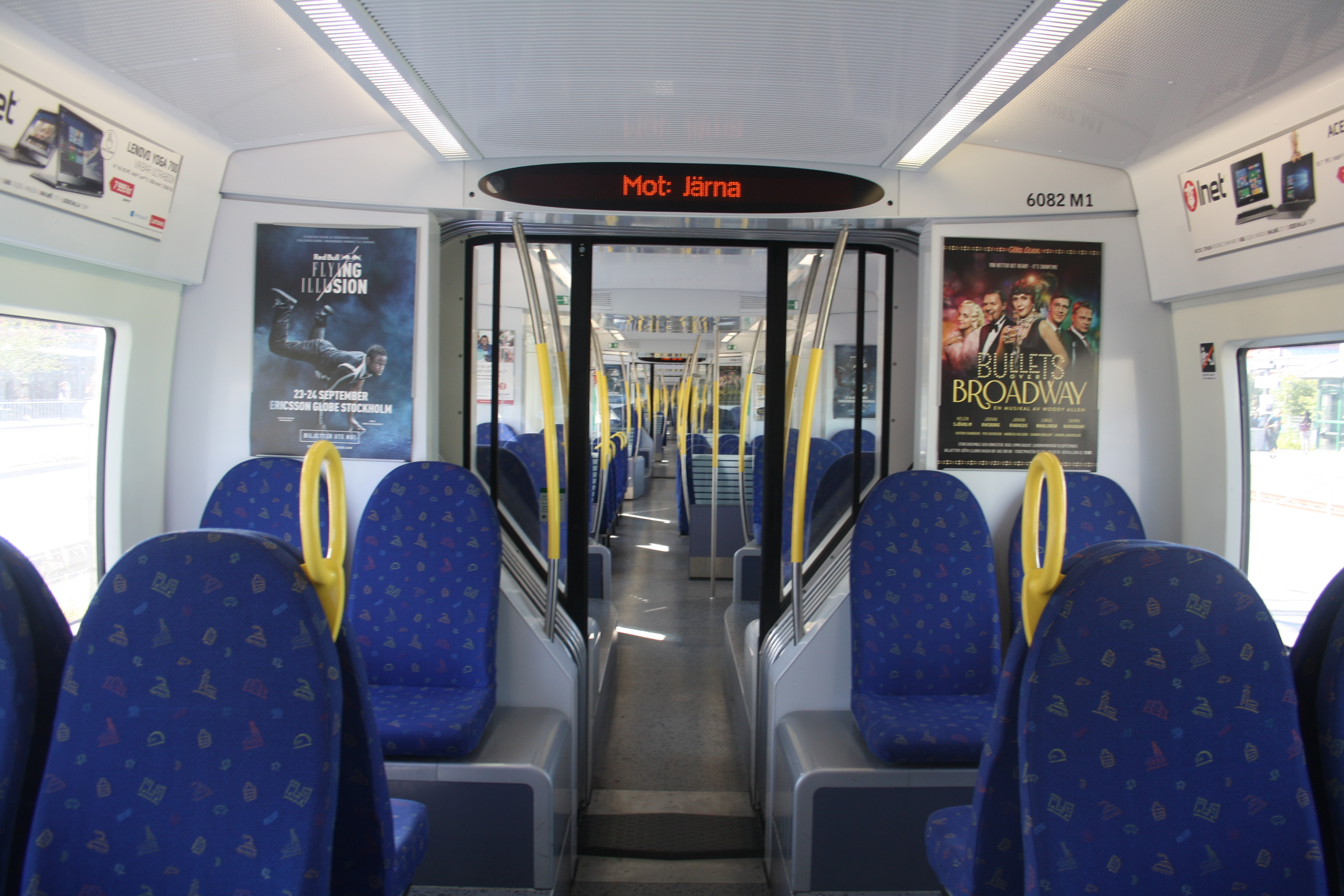
Interiör på X60
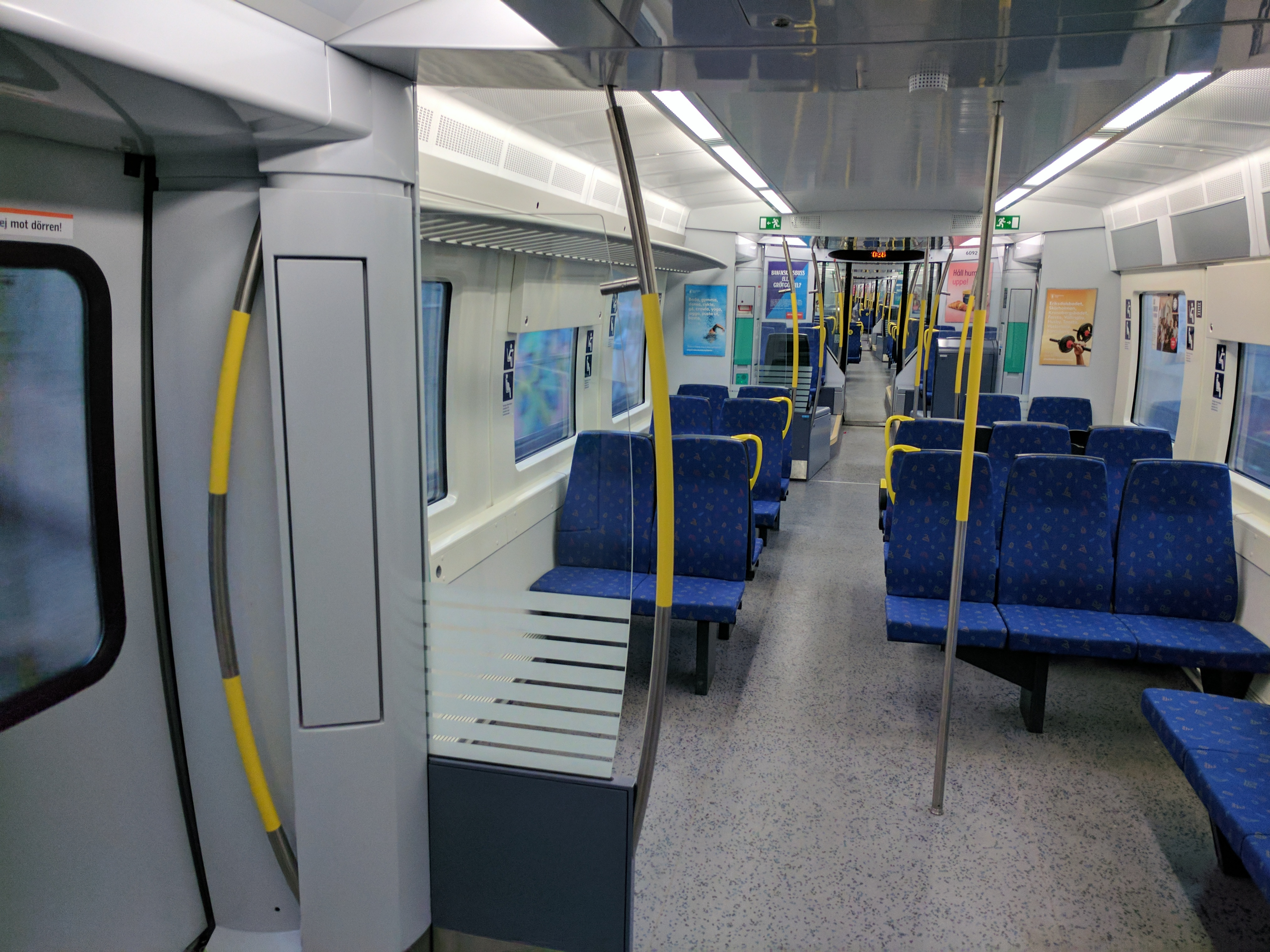
Interiör på X60B
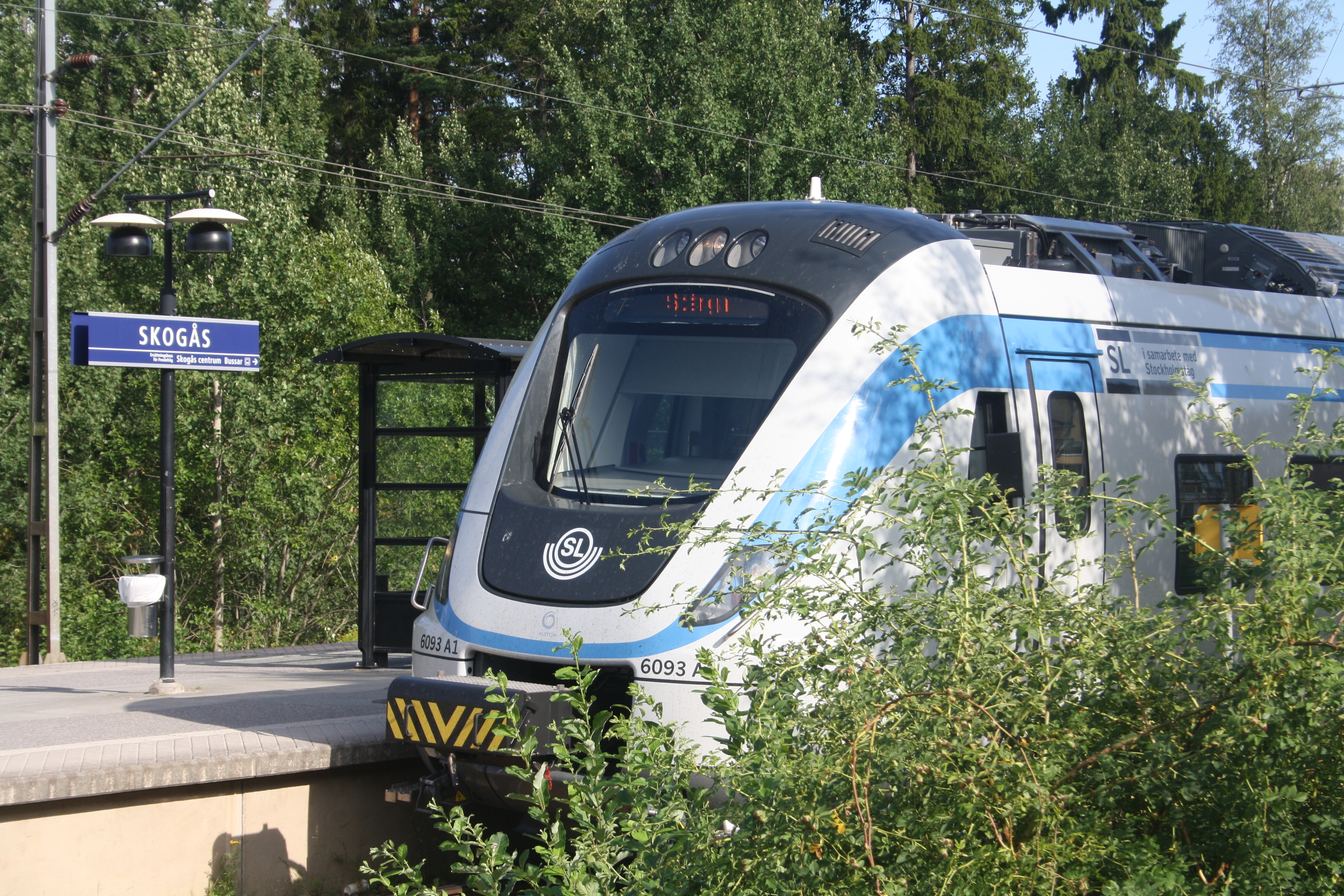
X60B vid Skogås